# 왕부리오색조류
왕부리오색조류(toucan-barbets)는 딱따구리목 ‘왕부리오색조속’(Semnornis)에 속하는 조류의 총칭이다. 측계통군 아메리카오색조류에 포함시키기도 했지만, 최근에는 주로 별도의 ‘왕부리오색조과’(Semnornithidae)로 간주하고 있다. 일부에서는 왕부리새과에 속하는 ‘왕부리오색조아과’(Semnornithinae)로 분류하기도 한다. 2종을 포함하고 있다.

## 하위 종
- Semnornis frantzii
- Semnornis ramphastinus